# Grand Raid
La Grand Raid o La diagonale des fous (Diagonal de los locos) es una ultramaratón de montaña que tiene lugar una vez al año desde 1989 en la isla de Reunión, un departamento de ultramar francés del océano Índico situado entre Madagascar y Mauricio.
La ruta, con 162 km y un desnivel de 9643 m es conocida por su "enorme dificultad". En la primera edición participaron 550 personas. Cada año participan unos 3500 corredores, los primeros de los que llegan con menos de 24 horas y los últimos tardan 64 horas en terminar. La mitad de los participantes son autóctonos. Sólo el 70% de los que empiezan la carrera la acaban. La carrera es en octubre.

## Palmarés de la Diagonale des fous
|         |                        | Masculino | Masculino                                                      | Masculino        | Femenino | Femenino                         | Femenino          |
| Edición | Fecha                  | Posición  | Atleta                                                         | Tiempo           | Posición | Atleta                           | Tiempo            |
| ------- | ---------------------- | --------- | -------------------------------------------------------------- | ---------------- | -------- | -------------------------------- | ----------------- |
| 1.ª     | 28 de octubre de 1989  | 1.º       | Gilles Trousselier                                             | 16 h 2 min       | 21.ª     | Marie Thérèse Maussion           | 25 h 40 min       |
| 2.ª     | 5 de octubre de 1990   | 1.º       | Gilles Trousselier — 2.ª victoria                              | 17 h 11 min      | 119.ª    | Guylène Calpetard                | 31 h 58 min       |
| 3.ª     | 25 de octubre de 1991  | 1.º       | Gilles Trousselier — 3.ª victoria Patrick Maffre               | 18 h 28 min      | 122.ª    | Marie Annick Laudes              | 33 h 9 min        |
| 4.ª     | 6 de noviembre de 1992 | 1.º       | Jean-Philippe Marie-Louise                                     | 17 h 20 min      | 82.ª     | Mireille Sery Thérèse Derolez    | 28 h 21 min       |
| 5ª      | 29 de octubre de 1993  | 1º        | Patrick Maffre — 2.ª victoria                                  | 16 h 3 min       | 38.ª     | Régine Étienne                   | 27 h 26 min       |
| 6.ª     | 28 de octubre de 1994  | 1.º       | Jean-Philippe Marie-Louise — 2.ª victoria                      | 18 h 29 min      | 64.ª     | Mireille Sery — 2.ª victoria     | 30 h 47 min       |
| 7.ª     | 3 de noviembre de 1995 | 1.º       | Jean-Philippe Marie-Louise — 3.ª victoria                      | 14 h 41 min      | 64.ª     | Marcelle Puy                     | 24 h 59 min       |
| 8.ª     | 24 de octubre de 1996  | 1.º       | Jean-Philippe Marie-Louise — 4.ª victoria                      | 16 h 19 min 27 s | 26.ª     | Josiane Catois                   | 23 h 6 min 5 s    |
| 9.ª     | 7 de noviembre de 1997 | 1.º       | Patrick Maffre — 3.ª victoria                                  | 15 h 37 min 35 s | 45.ª     | Émilie Coulomb                   | 23 h 18 min 58 s  |
| 10.ª    | 6 de noviembre de 1998 | 1.º       | Paul-Cléo Libelle                                              | 17 h 45 min      | 23.ª     | Corinne Favre                    | 22 h 51 min       |
| 11.ª    | 29 de octubre de 1999  | 1.º       | Paul-Cléo Libelle — 2.ª victoria                               | 17 h 50 min      | 63.ª     | Mireille Sery — 3.ª victoria     | 24 h 44 min       |
| 12.ª    | 27 de octubre de 2000  | 1.º       | Thierry Técher Gilles Diehl                                    | 16 h 43 min 54 s | 63.ª     | Corinne Favre — 2.ª victoria     | 23 h 25 min 58 s  |
| 13.ª    | 19 de octubre de 2001  | 1.º       | Pascal Parny                                                   | 16 h 0 min 0 s   | 23.ª     | Corinne Favre — 3.ª victoria     | 20 h 56 min       |
| 14.ª    | 18 de octubre de 2002  | 1.º       | Thierry Técher — 2.ª victoria                                  | 17 h 55 min 21 s | 10.ª     | Marcelle Puy — 2.ª victoria      | 20 h 54 min 28 s  |
| 15.ª    | 24 de octubre de 2003  | 1.º       | Richeville Esparon                                             | 17 h 56 min 27 s | 58.ª     | Simone Kayser                    | 25 h 44 min 16 s  |
| 16.ª    | 22 de octubre de 2004  | 1.º       | Richeville Esparon — 2.ª victoria                              | 20 h 0 min 57 s  | 45.ª     | Alexandra Rousset                | 27 h 58 min 41 s  |
| 17.ª    | 21 de octubre de 2005  | 1.º       | Charles Fontaine                                               | 19 h 49 min 36 s | 39.ª     | Sandrine Béranger                | 27 h 24 min 57 s  |
| 18.ª    | 20 de octubre de 2006  | 1º        | Christophe Jaquerod Vincent Delebarre                          | 20 h 39 min 40 s | 20.ª     | Karine Herry                     | 26 h 33 min 46 s  |
| 19.ª    | 19 de octubre de 2007  | 1.º       | Thierry Chambry                                                | 23 h 33 min 41 s | 21.ª     | Marcelle Puy — 3.ª victoria      | 29 h 5 min 46 s   |
| 20.ª    | 24 de octubre de 2008  | 1.º       | Pascal Parny — 2.ª victoria                                    | 21 h 40 min 48 s | 14.ª     | Marcelle Puy — 4.ª victoria      | 26 h 20 min 40 s  |
| 21.ª    | 23 de octubre de 2009  | 1.º       | Julien Chorier                                                 | 22 h 9 min 8 s   | 32.ª     | Émilie Lecomte                   | 28 h 58 min 41 s  |
| 22.ª    | 22 de octubre de 2010  | 1.º       | Kilian Jornet                                                  | 23 h 17 min 26 s | 27.ª     | Marcelle Puy — 5.ª victoria      | 31 h 48 min 50 s  |
| 23.ª    | 13 de octubre de 2011  | 1.º       | Julien Chorier — 2.ª victoria                                  | 23 h 56 min 35 s | 22.ª     | Karine Herry — 2.ª victoria      | 31 h 43 min 30 s  |
| 24.ª    | 18 de octubre de 2012  | 1.º       | Kilian Jornet — 2.ª victoria                                   | 26 h 33 min 10 s | 10.ª     | Émilie Lecomte — 2.ª victoria    | 33 h 3 min 17 s   |
| 25.ª    | 17 de octubre de 2013  | 1.º       | François D'Haene                                               | 22 h 58 min 30 s | 12.ª     | Nathalie Mauclair                | 28 h 46 min 2 s   |
| 26.ª    | 23 de octubre de 2014  | 1.º       | François D'Haene — 2.ª victoria                                | 24 h 25 min 2 s  | 19.ª     | Nathalie Mauclair — 2.ª victoria | 31 h 27 min 28 s  |
| 27.ª    | 22 de octubre de 2015  | 1.º       | Antoine Guillon                                                | 24 h 17 min 1 s  | 12.ª     | Núria Picas                      | 28 h 10 min 35 s  |
| 28.ª    | 20 de octubre de 2016  | 1.º       | François D'Haene — 3.ª victoria                                | 23 h 44 min 57 s | 11.ª     | Andrea Huser                     | 27 h 44 min 13 s  |
| 29.ª    | 19 de octubre de 2017  | 1.º       | Benoît Girondel                                                | 23 h 53 min 53 s | 8.ª      | Andrea Huser — 2.ª victoria      | 26 h 34 min 52 s  |
| 30.ª    | 18 de octubre de 2018  | 1.º       | François D'Haene — 4.ª victoria Benoît Girondel — 2.ª victoria | 23 h 18 min 39 s | 15.ª     | Jocelyne Pauly                   | 28 h 54 min 26 s  |
| 31.ª    | 17 de octubre de 2019  | 1.º       | Grégoire Curmer                                                | 23 h 33 min 45 s | 35.ª     | Sabrina Stanley                  | 30 h 49 min 39 s  |
| 32.ª    | octubre de 2020        | 1.º       | — Edición anulada                                              | —                | —        | —                                | — Edición anulada |
| 33.ª    | 22 de octubre de 2021  | 1.º       | Ludovic Pommeret Daniel Jung                                   | 23 h 2 min 28 s  | 27.ª     | Émilie Maroteaux                 | 29 h 54 min 59 s  |